# Jehane Noujaim

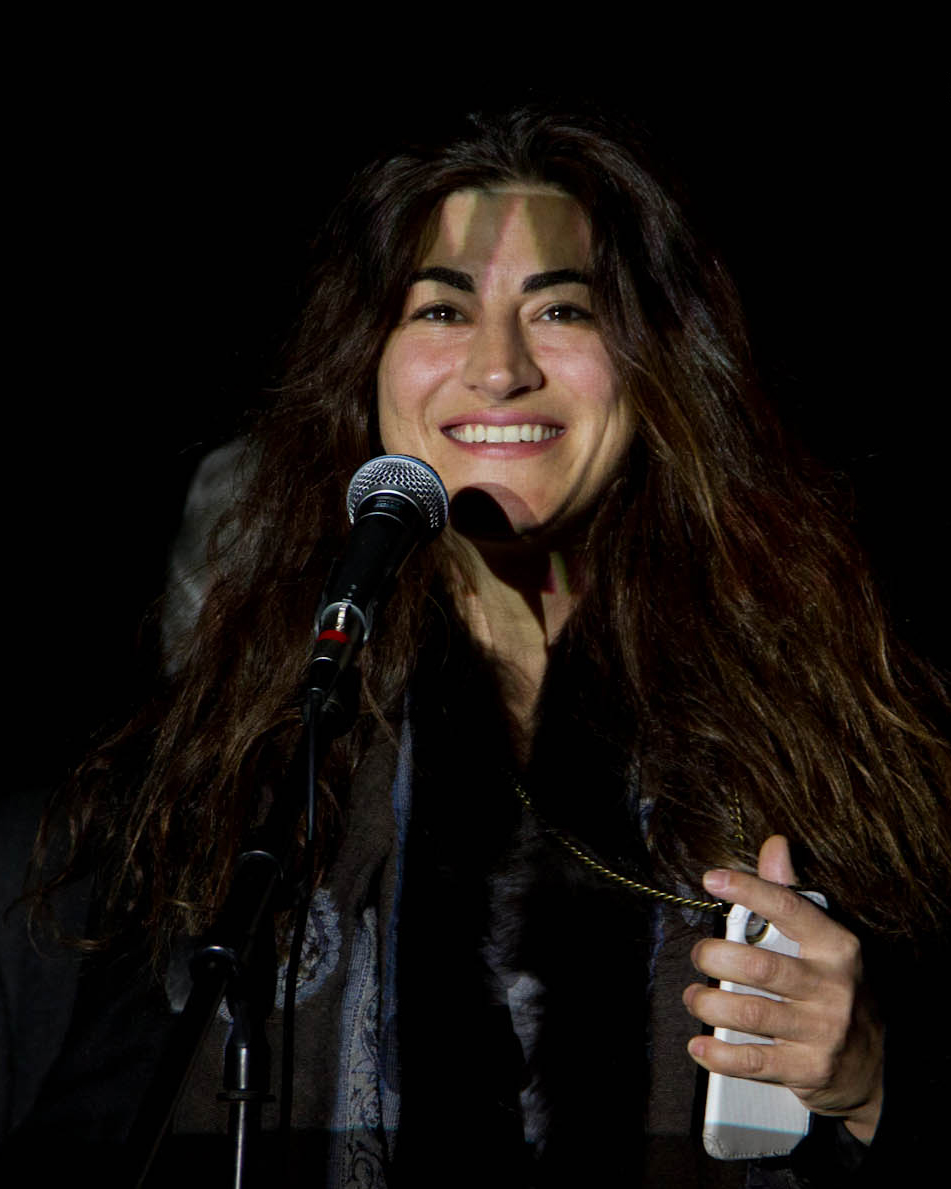
Jehane Noujaim in 2014

Jehane Noujaim (Caïro, 17 mei 1974) is een Egyptisch-Amerikaanse documentairemaakster. Ze maakte onder meer Control Room, Startup.com en Pangea Day.
Noujaim leerde fotografie en de beginselen van het filmmaken in Egypte. In 1990 verhuisde ze naar Boston, waar ze via Milton Academy terechtkwam op Harvard University. Daar haalde ze een bul in beeldende kunst en een in filosofie.

## Cinematografie
Films waar Noujaim de regie dan wel de fotografie voor deed:
- Mokattam (1996)
- Down from the Mountain (2000)
- Startup.com (2001)
- Born Rich (2003)
- Only the Strong Survive (2003)
- Control Room: Different Channels. Different Truth (2004)
- Storm from the South (2006)
- Pangea Day (2008)
- Freakonomics (2009, in productie)

## TED-Prijs & Pangea Day
Noujaim was in 2006 een van de drie winnaars van de TED Prijs, waardoor ze haar One Wish to Change the World mag uitvoeren. Haar idee heet Pangea Day, een dag die op 10 mei 2008 plaatsvindt. Pangea Day wordt een vier uur durende live videoconferentie die tegelijkertijd gehouden wordt in New York, Rio de Janeiro, Londen, Dharamsala, Caïro, Jeruzalem en Kigali. De verschillende films, sprekers en muziek die gepresenteerd worden, zijn te zien in uitzendingen op televisie, internet en mobiele telefoons.
- Bibsys: 5064714
- Gemeinsame Normdatei: 142711772
- International Standard Name Identifier: 0000 0001 2319 7051
- Library of Congress Control Number: no2002048199
- Nationale Bibliotheek van Tsjechië: xx0179781
- Nationale Bibliotheek van Israël: 987007452087205171
- Nederlandse Thesaurus van Auteursnamen: 23832429X
- Système universitaire de documentation: 092643396
- Virtual International Authority File: 2134003
- WorldCat: E39PBJjMC4tvXYjQhrf3XF8cT3